# Пакруоїський район
Пакруоїський район (лит. Pakruojo rajono savivaldybė) — муніципалітет районного рівня на півночі Литви, що знаходиться у Шяуляйському повіті. Адміністративний центр — місто Пакруоїс.

## Адміністративний поділ та населені пункти
Район включає 8 староств:

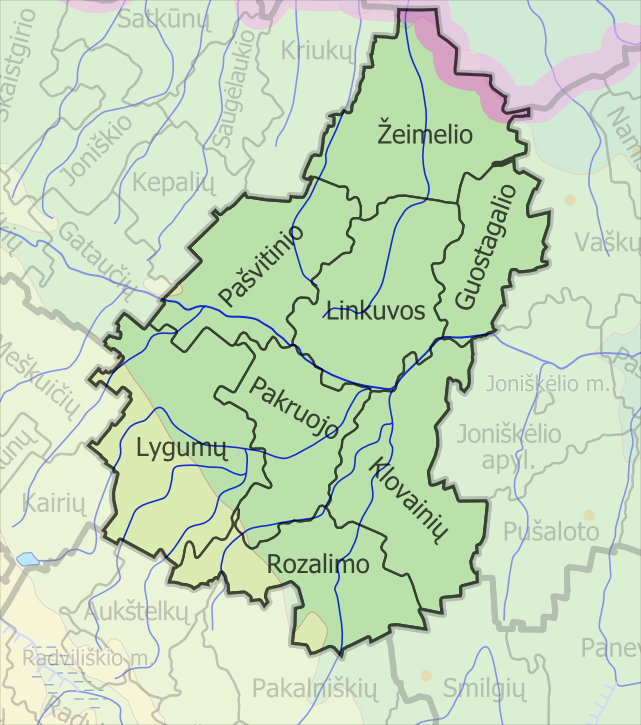
Староства Пакруоїського району

- Гуостагаліське (лит. Guostagalio seniūnija; адм. центр: Гуостагаліс)
- Жеймеліське (лит. Žeimelio seniūnija; адм. центр: Жеймеліс)
- Кловайняйське (лит. Klovainių seniūnija; адм. центр: Кловайняй)
- Лигумайське (лит. Lygumų seniūnija; адм. центр: Лигумай)
- Лінкувське (лит. Linkuvos seniūnija; адм. центр: Лінкува)
- Пакруоїське (лит. Pakruojo seniūnija; адм. центр: Пакруоїс)
- Пашвитінське (лит. Pašvitinio seniūnija; адм. центр: Пашвитініс)
- Розалімаське (лит. Rozalimo seniūnija; адм. центр: Розалімас)

Район містить 2 міста — Лінкува та Пакруоїс; 5 містечок — Кловайняй, Лигумай, Пашвитініс, Розалімас та Жеймеліс; 374 села.
Чисельність населення найбільших поселень (2001):
- Пакруоїс — 6 057 осіб
- Лінкува — 1 797 осіб
- Жеймеліс — 1 216 осіб
- Кловайняй — 980 осіб
- Розалімас — 928 осіб
- Лигумай — 664 осіб
- Пакруоїс (село) — 576 осіб
- Йоварай — 563 осіб
- Лінкавічяй — 517 осіб
- Петрашюнай — 475 осіб

## Населення
Згідно з переписом 2011 року у районі мешкало 23 745 осіб.
Етнічний склад:
- Литовці — 98,28 % (23336 осіб);
- Росіяни — 0,61 % (146 осіб);
- Українці — 0,18 % (42 осіб);
- Латвійці — 0,15 % (36 осіб);
- Поляки — 0,08 % (19 осіб);
- Інші — 0,7 % (166 осіб).

## Відомі особистості
У районі народився:
- Вітаутас Бічунас (1893—1945) — литовський критик, драматург, режисер, прозаїк, художник (с. Кловайняй).